# Método de contorno inmerso
En dinámica de fluidos computacional, el método de los límites inmersos se refería originalmente a un enfoque desarrollado por Charles Peskin en 1972 para simular las interacciones entre fluidos y estructuras (fibras). El tratamiento del acoplamiento entre las deformaciones de la estructura y el flujo de fluidos plantea una serie de problemas difíciles para las simulaciones numéricas (el límite elástico cambia el flujo del fluido y el fluido mueve el límite elástico simultáneamente). En el método de los límites inmersos, el fluido se representa en un sistema de coordenadas de Euler y la estructura se representa en coordenadas de Lagrange. Para los fluidos newtonianos regidos por las ecuaciones de Navier-Stokes, las ecuaciones del fluido son:
{\displaystyle \rho \left({\frac {\partial {u}({x},t)}{\partial {t}}}+{u}\cdot \nabla {u}\right)=-\nabla p+\mu \,\Delta u(x,t)+f(x,t)}
y si el flujo es incompresible, tenemos la condición adicional de que
{\displaystyle \nabla \cdot u=0.\,}
Las estructuras sumergidas se representan normalmente como un conjunto de fibras unidimensionales, denotadas por {\displaystyle \Gamma }. Cada fibra puede considerarse como una curva paramétrica {\displaystyle X(s,t)}, donde {\displaystyle s} es la coordenada lagrangiana a lo largo de la fibra y {\displaystyle t} es el tiempo. La física de la fibra se representa mediante una función de distribución de la fuerza de la fibra {\displaystyle F(s,t)}. En este término se pueden incorporar fuerzas elásticas, resistencia a la flexión o cualquier otro tipo de comportamiento. A continuación, la fuerza ejercida por la estructura sobre el fluido se interpola como un término fuente en la ecuación del momento utilizando
{\displaystyle f(x,t)=\int _{\Gamma }F(s,t)\,\delta {\big (}x-X(s,t){\big )}\,ds,}
donde {\displaystyle \delta } es la función δ de Dirac. El forzamiento puede extenderse a múltiples dimensiones para modelar superficies elásticas o sólidos tridimensionales. Suponiendo una estructura sin masa, la fibra elástica se mueve con la velocidad local del fluido y puede interpolarse mediante la función delta.
{\displaystyle {\frac {\partial X(s,t)}{\partial t}}=u(X,t)=\int _{\Omega }u(x,t)\,\delta {\big (}x-X(s,t){\big )}\,dx,}
donde {\displaystyle \Omega } denota todo el dominio del fluido.
La discretización de estas ecuaciones se puede realizar suponiendo una malla euleriana sobre el fluido y una malla lagrangiana separada sobre la fibra.
Las aproximaciones de la distribución Delta mediante funciones más suaves nos permitirán interpolar entre las dos mallas.
Cualquier solucionador de fluidos existente se puede acoplar a un solucionador para las ecuaciones de la fibra con el fin de resolver las ecuaciones de contorno inmerso.
Se han aplicado variantes de este enfoque básico para simular una amplia variedad de sistemas mecánicos que implican estructuras elásticas que interactúan con fluidos.
Desde el desarrollo original de este método por Peskin, se han desarrollado diversos enfoques. Entre ellos se incluyen formulaciones estocásticas para sistemas microscópicos, materiales blandos viscoelásticos y fluidos complejos, como los métodos estocásticos de límites inmersos de Atzberger, Kramer y Peskin, métodos para simular flujos sobre cuerpos sólidos inmersos complicados en rejillas que no se ajustan a la superficie del cuerpo Mittal e Iaccarino, y otros enfoques que incorporan masa y grados de libertad rotacionales Olson, Lim, Cortez. Los métodos para formas corporales complicadas incluyen el método de interfaz inmersa, el método de cuadrícula cartesiana, el método de fluido fantasma y los métodos de celda cortada, que clasifican los métodos de frontera inmersa en métodos de «fuerza continua» y «fuerza discreta». Se han desarrollado métodos para simulaciones de fluidos viscoelásticos, interfaces de fluidos curvos, sistemas biofísicos microscópicos (proteínas en membranas de bicapa lipídica, nadadores) y dispositivos de ingeniería, como los métodos estocásticos de límites inmersos de Atzberger, Kramer y Peskin,
Métodos lagrangianos eulerianos estocásticos de Atzberger, Métodos de límites inmersos masivos de Mori, y los métodos de límites inmersos rotacionales de Olson, Lim y Cortez.
En general, para los métodos de fronteras inmersas y variantes relacionadas, existe una comunidad de investigación activa que sigue desarrollando nuevas técnicas e implementaciones de software relacionadas, e incorporando técnicas relacionadas en paquetes de simulación y software de ingeniería CAD. Para más detalles, véase más abajo.

## Software: Códigos numéricos
- FloEFD:  Commercial CFD IBM code
- Advanced Simulation Library
- Mango-Selm : Immersed Boundary Methods and SELM Simulations, 3D Package, (Python interface, LAMMPS MD Integration), P. Atzberger, UCSB
- Stochastic Immersed Boundary Methods in 3D, P. Atzberger, UCSB
- Immersed Boundary Method for Uniform Meshes in 2D, A. Fogelson, Utah
- IBAMR : Immersed Boundary Method for Adaptive Meshes in 3D, B. Griffith, NYU.
- IB2d: Immersed Boundary Method for MATLAB and Python in 2D with 60+ examples, N.A. Battista, TCNJ
- ESPResSo: Immersed Boundary Method for soft elastic objects
- CFD IBM code based on OpenFoam
- sdfibm:  Another CFD IBM code based on OpenFoam
- SimScale: Immersed Boundary Method for fluid mechanics and conjugate heat transfer simulation in the cloud